# Генетека
Генетека (пол. Geneteka)  — генеалогическая картотека. Общепольская база индексов метрических книг в проекте, реализованном Польским генеалогическим обществом и опубликованном на сайте Польского генеалогического общества. Ресурсы разрабатываются с помощью волонтеров.

## История
В 2006 году Яцек Млоховски создал Генетеку, вдохновленный общепольским индексом браков до 1899 г., созданным Марком Минаковским. Яцек Млочовски создал отдельный проект, в котором к бракам также были присоединены рождения и смерти, а когда он стал президентом ПГО, то Генетека автоматически стала проектом ПГО. Следующими администраторами Генетеки были: Лешек Цвиклински, Марта Налазек (до 2014), Томаш Турняк. Первым приходом, ресурсы которого были размещены в Генетеке, был Бялобжеги возле Радома. Затем по согласованию с руководителем Дирекций Государственных Архивов был создан проект metryki.genealodzy.pl на основе фотосъемки ресурсов, епархиальных и приходских архивов

## Цель проекта
Целью проекта является создание общедоступной в интернете базы данных, содержащей фамилии и имена лиц, выступающих в церковных метрических книгах отдельных приходов. Намерение создателей генетики, как и других баз метрических индексов, заключается в содействии генеалогическому поиску, путем указания прихода, года и другой информации, связанной с искомой фамилией.

## Другие базы данных польских метрических индексов
- Общепольский индекс браков до 1899 г.;
- Индексы метрических книг Померании;
- База данных браков с Великопольши.

## Внешние ссылки
- Генетека. Сайт проекта
- Ресурсы метрических индексов
- Общепольский индекс браков до 1899 г.
- Померанские индексы метрических книг
- База данных браков с Великопольши
- Генетека для начинающих генеалогов